# Wereldkampioenschappen tafeltennis 2013
De wereldkampioenschappen tafeltennis 2013 werden van 13 tot en met 20 mei gehouden in het Palais Omnisports de Paris-Bercy in de Franse hoofdstad Parijs.

## Medailles

### Medaillewinnaars
| Onderdeel     | Goud | Goud                           | Zilver | Zilver                      | Brons | Brons                        |
| ------------- | ---- | ------------------------------ | ------ | --------------------------- | ----- | ---------------------------- |
| Mannen enkel  | CHN  | Zhang Jike                     | CHN    | Wang Hao                    | CHN   | Xu Xin                       |
| Mannen enkel  | CHN  | Zhang Jike                     | CHN    | Wang Hao                    | CHN   | Ma Long                      |
| Vrouwen enkel | CHN  | Li Xiaoxia                     | CHN    | Liu Shiwen                  | CHN   | Ding Ning                    |
| Vrouwen enkel | CHN  | Li Xiaoxia                     | CHN    | Liu Shiwen                  | CHN   | Zhu Yuling                   |
| Mannendubbel  | TPE  | Chen Chien-an Chuang Chih-yuan | CHN    | Hao Shuai Ma Lin            | JPN   | Seiya Kishikawa Jun Mizutani |
| Mannendubbel  | TPE  | Chen Chien-an Chuang Chih-yuan | CHN    | Hao Shuai Ma Lin            | CHN   | Wang Liqin Zhou Yu           |
| Vrouwendubbel | CHN  | Guo Yue Li Xiaoxia             | CHN    | Ding Ning Liu Shiwen        | SGP   | Feng Tianwei Yu Mengyu       |
| Vrouwendubbel | CHN  | Guo Yue Li Xiaoxia             | CHN    | Ding Ning Liu Shiwen        | CHN   | Chen Meng Zhu Yuling         |
| Gemengddubbel | PRK  | Kim Hyok-bong Kim Jong         | KOR    | Lee Sang-su Park Young-sook | CHN   | Wang Liqin Rao Jingwen       |
| Gemengddubbel | PRK  | Kim Hyok-bong Kim Jong         | KOR    | Lee Sang-su Park Young-sook | HKG   | Cheung Yuk Jiang Huajun      |

### Medailleklassement
| Plaats | Land           | Goud | Zilver | Brons | Totaal |
| 1      | China          | 3    | 4      | 7     | 14     |
| 2      | Noord-Korea    | 1    | 0      | 0     | 1      |
| 2      | Chinees Taipei | 1    | 0      | 0     | 1      |
| 4      | Zuid-Korea     | 0    | 1      | 0     | 1      |
| 5      | Hongkong       | 0    | 0      | 1     | 1      |
| 5      | Japan          | 0    | 0      | 1     | 1      |
| 5      | Singapore      | 0    | 0      | 1     | 1      |
| Totaal | Totaal         | 5    | 5      | 10    | 20     |